# Anton Cicic
Anton Cicic (în rusă Антон Чичик; n. 23 octombrie 1923, raionul Slobozia, Nistrenia – d. 14 noiembrie 1944, Letonia) a fost un militar sovietic moldovean, cercetaș din timpul celui de-Al Doilea Război Mondial. 

## Biografie
S-a născut în satul Caragaș din ținutul Tiraspol, gubernia Herson, URSS (actualmente în Transnistria, Republica Moldova).
În 1941 a fost înrolat în Armata Roșie. S-a distins în luptele din Belarus și statele baltice.
Pentru curajul în luptele de la 1 februarie 1944, în apropierea așezării Navoloki, prin ordinul din 25 februarie 1944, a fost distins cu Ordinul Gloriei, gradul III.
Pentru participare la luptele de la 12 iulie 1944, în timpul traversării râului Dvina de Vest; prin ordinul din 15 septembrie 1944, sergentului i s-a acordat Ordinul Gloriei, gradul II.
A fost nominalizat la Ordinul Gloriei, gradul I, pentru participare la luptele din 4-8 octombrie 1944, din Belarusul de vest.
A fost ucis în luptă la 14 noiembrie 1944, în apropierea orașului Dinsdurbe, în timp ce acoperea retragerea grupului de recunoaștere. A fost înmormântat în zona de luptă, ulterior reînmormântat într-o groapă comună la cimitirul militar din orașul Priekule, regiunea Liepāja din Letonia.
Prin decretul prezidiului Sovietului Suprem al URSS din 24 martie 1945, pentru curajul și neînfricarea arătată în luptă i s-a acordat postum Ordinul Gloriei, gradul I. A devenit Cavaler complet al Ordinului Gloriei.
În satul natal, o stradă îi poartă numele.